# Seznam slovenskih kardinalov
Seznam slovenskih kardinalov je urejen po letu imenovanja za kardinala.

## Seznam
| #  | Slika                     | Ime                 | Rojen, umrl                                              | Imenovanje, Starost na ta dan                    | Naziv, Doba kardinalata                                                                        | Konklave | Ostale službe |
| -- | ------------------------- | ------------------- | -------------------------------------------------------- | ------------------------------------------------ | ---------------------------------------------------------------------------------------------- | -------- | --- |
| 1. | Klikni za spremembo slike | Jakob Missia        | 30. julij 1838, Hrastje - Mota 24. marec 1902, Gorica    | 19. junij 1899, Leon XIII. 60 let, 323 dni       | Kardinal duhovnik bazilike sv. Štefana na Celiju (en) 2 leti, 279 dni                          | –        | knezoškof Ljubljane, nadškof in metropolit Gorice                                                                        |
| 2. | Klikni za spremembo slike | Alojzij Ambrožič    | 27. januar 1930, Gabrje 26. avgust 2011, Toronto, Kanada | 21. februar 1998, Janez Pavel II. 68 let, 25 dni | Kardinal duhovnik cerkve sv. Marcelina in Petra (en) 13 let, 186 dni                           | 2005     | nadškof Toronta |
| 3. | Klikni za spremembo slike | Franc Rode          | 23. september 1934, Rodica                               | 24. marec 2006, Benedikt XVI. 71 let, 182 dni    | Kardinal duhovnik cerkve sv. Frančiška Ksaverija v Garbatelli (en) 19 let, 36 dni (še traja)   | 2013     | nadškof in metropolit Ljubljane, prefekt Kongregacije za ustanove posvečenega življenja in družbe apostolskega življenja |
| 4. | Klikni za spremembo slike | Vinko Bokalič Iglič | 11. junij 1952, Buenos Aires                             | 6. oktober 2024, Frančišek 72 let, 117 dni       | Kardinal duhovnik cerkve sv. Marije Magdalene na Marsovem polju (en) 0 let, 143 dni (še traja) | 2025     | nadškof Santiaga del Estera, primas Argentine                                                                            |

## Tuji kardinali na Slovenskem
Tuji škofje, ki so službovali na Slovenskem in so postali kardinali:
- 9 za časa tukajšnjega službovanja (označeni z rdečo barvo)
- 12 za časa kasnejših škofovskih mest.

Schrattenbach, rojen na Slovenskem, je kardinalski naslov dosegel službujoč na Češkem.
| Ime                                           | Škofija               | Doba      | Kardinal | Narodnost | Opomba                                                        |
| --------------------------------------------- | --------------------- | --------- | -------- | --------- | ------------------------------------------------------------- |
| Enea Silvio Piccolomini                       | Trst                  | 1447–1450 | 1456     | Italijan  | 1458 postal papež Pij II.                                     |
| Raimund Peraudi                               | Krka                  | 1491–1501 | 1493     | Francoz   |                                                               |
| Tamás Bakócz                                  | Gjur                  | 1487–1497 | 1500     | Madžar    | postal kardinal skupaj s Isvaliesom (spodaj)                  |
| Pietro Isvalies                               | Veszprém              | 1503      | 1500     | Italijan  | apostolski administrator                                      |
| Matthäus Lang von Wellenburg                  | Krka                  | 1505–1522 | 1511     | Nemec     |                                                               |
| Zaccaria Dolfin                               | Gjur                  | 1567–1572 | 1565     | Italijan  | apostolski administrator                                      |
| Jurij Draškovič                               | Gjur                  | 1578–1582 | 1585     | Hrvat     |                                                               |
| Ferenc Forgách                                | Veszprém              | 1587–1596 | 1607     | Madžar    |                                                               |
| Johann von Goëss                              | Krka                  | 1676–1696 | 1686     | Avstrijec | postal kardinal skupaj s Kollonitschem in Kuenburgom (spodaj) |
| Leopold Karl von Kollonitsch                  | Gjur                  | 1686–1690 | 1686     | Madžar    |                                                               |
| Max Gandolf von Kuenburg                      | Lavant                | 1655–1665 | 1686     | Avstrijec |                                                               |
| Max Gandolf von Kuenburg                      | Sekova                | 1665–1668 | 1686     | Avstrijec |                                                               |
| Christian August von Sachsen-Zeitz            | Gjur                  | 1696–1701 | 1706     | Nemec     |                                                               |
| Wolfgang Hannibal von Schrattenbach           | Olomuc                | 1712–1738 | 1712     | Avstrijec | rojen na gradu Lemberg, ni škofoval na Slovenskem             |
| Philipp Ludwig von Sinzendorf                 | Gjur                  | 1726–1732 | 1727     | Avstrijec |                                                               |
| Joseph Dominikus von Lamberg                  | Sekova                | 1712–1723 | 1737     | Avstrijec |                                                               |
| Leopold Ernst von Firmian                     | Sekova                | 1739–1763 | 1772     | Avstrijec |                                                               |
| František de Paula Hrzán z Harasova           | Sombotel              | 1800–1804 | 1779     | Čeh       | kardinal postal še kot duhovnik                               |
| Joseph Franz Anton von Auersperg              | Lavant                | 1763–1773 | 1789     | Avstrijec |                                                               |
| Joseph Franz Anton von Auersperg              | Krka                  | 1773–1784 | 1789     | Avstrijec |                                                               |
| Franz Xaver von Salm-Reifferscheidt-Krautheim | Krka                  | 1784–1822 | 1816     | Avstrijec |                                                               |
| Joseph Othmar von Rauscher                    | Sekova                | 1849–1853 | 1855     | Avstrijec |                                                               |
| Franz Xaver Nagl                              | Trst - Koper          | 1902–1910 | 1911     | Avstrijec |                                                               |
| Santos Abril y Castelló                       | Apostolska nunciatura | 2003–2011 | 2012     | Španec    |                                                               |